# Edgard Antonio Casciano
Edgard Antonio Casciano (* 12. Juli 1950 in São Paulo) ist ein brasilianischer Diplomat.

## Leben
Edgard Antonio Casciano wurde 1974 Bachelor of Laws der Law School of the University de São Paulo und ein Jahr später als Beamter beim Arbeitsministerium übernommen. 1976 schloss er sein Studium der französischen Literatur an der Universität Nancy ab, dem er dann ab 1978 ein Studium der Politikwissenschaft an der Universität Genf und ab 1979 des Internationalen Rechts an der Haager Akademie für Völkerrecht folgen ließ. Im Jahr 1981 absolvierte er schließlich den Curso Preparatório à Carreira Diplomática des Rio Branco-Institutes.
Nachdem Casciano ab 1983 als Assistent in der Abteilung internationale Organisationen tätig gewesen war, wurde er ab 1985 in der Abteilung des Staatssekretärs als Attaché und Gesandtschaftssekretär bei der Mission bei der OEA in Washington, D.C. eingesetzt. 1988 absolvierte er den Curso de Aperfeiçoamento de Diplomatas des Rio Branco-Institutes und führte den Vorsitz in der ständigen Kommission des Consejo Interamericano para la Educación, la Ciencia y la Cultura (CIECC) der Organisation Amerikanischer Staaten.
Ab dem Jahr 2000 war er als Gesandtschaftsrat in Berlin eingesetzt und legte 2003 im Rahmen des Curso de Alto Estudios die Studie: Tendências da política externa da Alemanha reunificada: continuidade e mudança vor. Ein Jahr später wurde Casciano zum Gesandten in Washington, D.C. ernannt. Ab 2007 leitete er das Büro des Staatssekretärs für Allgemeine Politik II. Schließlich wurde Casciano vom 30. April 2008 bis zum 20. Juli 2012 als Botschafter in Damaskus eingesetzt, wo er ab 2010 in verschiedenen Funktionen Mitglied des Prüfungsausschusses des Rio Branco-Institutes war. Seit 26. Juni 2013 ist Casciano Botschafter in Athen.